# Jaemin
Na Jae-min (hangul: 나재민; Jeonju, Jeolla del Norte, 13 de agosto de 2000), conocido simplemente como Jaemin, es un cantante y bailarín surcoreano. Es integrante de NCT y de su subunidad NCT Dream.

## Biografía
Jaemin nació en Jeonju, Corea del Sur, el 13 de agosto de 2000. Asistió a la Escuela de Artes Escénicas de Seúl en el departamento de música aplicada. Durante su infancia, Jaemin compitió a nivel nacional en patinaje de velocidad en pista corta. Fue descubierto por SM Entertainment mientras repartía carteles y recogía basura como voluntario con su madre en un evento.

## Trayectoria

### Predebut
En 2014, Jaemin apareció en EXO 90:2014, un reality show de televisión protagonizado por EXO, junto con otros miembros de SM Rookies, donde interpretaron canciones y recrearon videos musicales de destacados ídolos de K-pop de los 90. También participó en varios eventos de SM Rookies, incluyendo SM Town Live World Tour IV antes de ser presentado formalmente el 22 de abril de 2015. En 2015, apareció en Mickey Mouse Club de Disney Channel Korea, junto a SM Rookies. El programa se emitió del 23 de julio al 17 de diciembre de 2015 y fue presentado por Leeteuk de Super Junior.

### 2016-presente: Debut y actividades en solitario
El 25 de agosto de 2016, SM confirmó que el cantante debutaría en NCT Dream, subunidad de NCT. El grupo debutó el 24 de agosto de 2016 con el sencillo «Chewing Gum». El 1 de febrero de 2017, SM Entertainment anunció que NCT Dream lanzaría su primer álbum sencillo, The First. Sin embargo, Jaemin no participó en el regreso debido a una hernia discal. Un año después, Jaemin reanudó sus actividades con NCT Dream luego del lanzamiento de «Go». En el mismo año, Jaemin se unió al elenco de My English Teen 100 Hours de tvN, un programa de entretenimiento educativo en el que los miembros del elenco debían estudiar inglés de manera intensiva durante 7 horas cada día durante 2 semanas. Después del estudio, los miembros fueron al extranjero y probaron su uso del inglés en la vida real. El 13 de diciembre, junto a Yeri, Renjun y Jeno, participaron en la tercera temporada de SM Station. En febrero de 2019, Jaemin fue elegido para el papel principal del drama Method to Hate You, producido en base a un popular webtoon del mismo nombre.

## Filantropía
Jaemin es conocido por su participar en actividades filantrópicas desde temprana edad. En octubre de 2018, Jaemin, junto con Lucas, se unió a la iniciativa Pink Pony de Ralph Lauren para crear conciencia en contra del cáncer. En noviembre de 2018, Jaemin, junto con el representante Especial de UNICEF en Corea, Choi Si-won, fue a Vietnam y se unió a la campaña de celebración del Día Mundial del Niño de UNICEF contra la violencia escolar. En marzo de 2019, Jaemin fue seleccionado para representar a NCT y a los jóvenes coreanos en el evento de UNICEF en Corea «For Every Child», reunido con Matilde de Bélgica y el expresidente de la Corte Penal Internacional Song Sang-hyun. En mayo del mismo año, Jaemin, junto con Jeno, fue a una aldea de barrios pobres en Indonesia como voluntarios para apoyar a los niños.

## Discografía

### Canciones
| Título                                                                            | Año            | Mejor posición | Ventas         | Álbum                            |                |                |
| Título                                                                            | Año            | COR            | Ventas         | Álbum                            |                |                |
| Colaboraciones                                                                    | Colaboraciones | Colaboraciones | Colaboraciones | Colaboraciones                   | Colaboraciones | Colaboraciones |
| --------------------------------------------------------------------------------- | -------------- | -------------- | -------------- | -------------------------------- | -------------- | -------------- |
| «Hair in the Air» (con Renjun, Jeno y Yeri)                                       | 2018           | —              | N/A            | SM Station Season 3              |                |                |
| «Jet» (con Eunhyuk, Hyo, Taeyong, Giselle, Sungchan y Winter)                     | 2022           | —              | N/A            | 2022 Winter SMTOWN : SMCU Palace |                |                |
| «–» indica que el lanzamiento no fue lanzado o no se posicionó en ese territorio. |                |                |                |                                  |                |                |

### Composiciones
| Canción                            | Año  | Álbum       | Artista   | Letras     | Letras                                                       | Música     | Música                                       |
| Canción                            | Año  | Álbum       | Artista   | Acreditado | Con                                                          | Acreditado | Con                                          |
| ---------------------------------- | ---- | ----------- | --------- | ---------- | ------------------------------------------------------------ | ---------- | -------------------------------------------- |
| «Dear Dream»                       | 2018 | We Go Up    | NCT Dream | Yes        | Mark, Jeno, Jisung, Baek Geum-min (Song Carat)               | No         | N/A                                          |
| «119»                              | 2019 | We Boom     | NCT Dream | Yes        | Baek Geum-min (Song Carat), Lee Soo-jung, (Song Carat), Jeno | No         | N/A                                          |
| «Bye My First...» (사랑이좀어려워) | 2019 | We Boom     | NCT Dream | Yes        | Ryu Da-som, Kim Eun-joo, Jeno, Jisung                        | No         | N/A                                          |
| «Best Friend»                      | 2019 | We Boom     | NCT Dream | Yes        | Le'mon (Joombas), Jeno, Jisung                               | No         | N/A                                          |
| «Puzzle Piece» (너의 자리)         | 2020 | Reload      | NCT Dream | Yes        | Hwang Yoo-bin, Jeno                                          | No         | N/A                                          |
| «Rainbow» (책갈피)                 | 2021 | Hot Sauce   | NCT Dream | Yes        | Jo Yoon-kyung, Mark, Jeno, Jisung                            | No         | N/A                                          |
| «It's Yours» (너를위한단어)        | 2022 | Glitch Mode | NCT Dream | Yes        | Lee Jae-ni (Joombas), Mark, Jeno, Jisung                     | No         | N/A                                          |
| «Never Goodbye» (북극성)           | 2022 | Glitch Mode | NCT Dream | Yes        | Hwang Yu-bin, Jeno, Mark, Jisung                             | No         | N/A                                          |
| «Like We Just Met»                 | 2023 | ISTJ        | NCT Dream | Yes        | Mark, Renjun, Haechan, Jeno, Chenle, Jisung                  | Yes        | Allegro, Dan Johnson, Robbie Jay, Mark, Jeno |

## Filmografía

### Dramas
| Título             | Año  | Cadena        | Papel        | Notas              |
| ------------------ | ---- | ------------- | ------------ | ------------------ |
| A-Teen             | 2018 | Naver TV Cast | Estudiante   | Aparición especial |
| Method to Hate You | 2019 | JTBC4         | Han Dae-gang | Papel principal    |

### Programas de televisión
| Título                       | Año     | Cadena               | Notas                                 |
| ---------------------------- | ------- | -------------------- | ------------------------------------- |
| EXO 90:2014                  | 2014    | Mnet                 |                                       |
| Mickey Mouse Club            | 2015    | Disney Channel Korea |                                       |
| My English Puberty 100 Hours | 2018-19 | tvN                  | Miembro del elenco, segunda temporada |
| Wanna Play? GG!              | 2019    | Channel A            | Miembro del elenco                    |

## Premios y nominaciones
| Premio               | Año  | Categoría             | Trabajo nominado   | Resultado | Ref(s). |
| -------------------- | ---- | --------------------- | ------------------ | --------- | ------- |
| Seoul Webfest Awards | 2020 | Mejor actor (Coreano) | Method to Hate You | Ganador   | [ 22 ]  |